# Щупальцевые (клада)
Щупальцевые (лат. Lophophorata, от др.-греч. λοφος — «гребень», «пучок» и φορε, φορος — «ношу») (ранее часто объединялись в тип Tentaculata, от лат. tentacle — щупальце) — традиционно выделяемая группа водных беспозвоночных, содержащая три современных типа: плеченогих (Brachiopoda), мшанок (Bryozoa) и форонид (Phoronida), а также ряд вымерших таксонов. Иногда в состав Lophophorata включают внутрипорошицевых (Entoprocta). Характерной чертой, объединяющей представителей данной группы, является наличие особого органа питания — подковообразного лофофора, «несущего» щупальца, и приспособленного для питания взвешенными в воде частицами.

## Строение и физиология
Внешний облик представителей различных подчинённых таксонов щупальцевых сильно различается. Тело форонид вытянутое, червеобразное, напоминает актиний или многощетинковых червей. Тело брахиопод заключено в двустворчатую раковину, как у двустворчатых моллюсков, однако у брахиопод створки прикрывают верхнюю и нижнюю часть тела, а у двустворчатых — левую и правую. Мшанки ведут колониальный образ жизни, их колонии внешне похожи на скопления морских водорослей или колонии миниатюрных кораллов. Отдельные особи в колонии мшанок называются зооидами и являются генетически идентичными потомками одной особи — родоначальницы колонии, однако в их колониях возможен полиморфизм. Внутрипорошицевые также являются колониальными организмами, их зооиды по длине не превосходят 1 мм и неспособны к одиночному образу жизни, то есть, по сути, не являются самодостаточными организмами.
Щупальцевые — водные сидячие организмы, питающиеся пищевыми частицами, взвешенными в воде. Их тело заключено в секретируемый наружный скелет, двустворчатую раковину или трубочку, имеющую единственное отверстие. Поскольку сообщение с внешней средой (то есть питание, дефекация, экскреция, выведение половых продуктов) возможно только через отверстие экзоскелета, раковины или трубочки, то рот, анус, выделительные (в случае наличия метанефридиев или целомодуктов) и половые отверстия располагаются близко друг к другу на переднем конце тела. Кишечник в этом случае имеет U-образную форму. Анус расположен дорсально по отношению к ротовому отверстию.
Как указывалось выше, питание Lophophorata осуществляется при помощи особого органа — лофофора. Наиболее просто устроенный лофофор (обычно у мелких видов) — воронковидный венчик щупалец, покрытых ресничками, вокруг ротового отверстия. Однако у более крупных представителей он часто имеет подковообразную или спиральную форму. У всех лофофорат, кроме внутрипорошицевых, анальное отверстие располагается снаружи от венчика щупалец, но рядом с ним. Щупальца полые, внутри них продолжается вторичная полость тела. Основное назначение лофофора — создание тока воды, необходимого для эффективного фильтрационного питания. Реснички на латеральных щупальцах создают ток воды, которая сначала входит в широкий, открытый наружу конец воронки, а затем выходит в промежутках между щупальцами. Задержанные латеральными ресничками пищевые частички связываются слизью и вместе с ней гонятся ко рту фронтальными ресничками, расположенными на внутренней стороне щупалец (подобный механизм не характерен для внутрипорошицевых, подробнее см. ниже). У плеченогих лофофор видоизменён в две спирально закрученные «руки», усаженные мерцательными ресничками и располагающиеся между створок раковины, поэтому её створки должны быть открытыми для обеспечения работы органа.
Тело щупальцевых разделяется на 2 (возможно, 3) отдела, каждый из которых содержит целомическую полость. Первый отдел — мезосома — вмещает мезоцель, или лофофоральный целом (лофофор, таким образом, является частью мезосомы). Большая часть тела представлена задней метасомой — туловищным целомом. Впереди мезосомы может находиться крошечная передне-дорсальная доля — эпистом, нависающий над ртом. Традиционно эпистом рассматривали как особый отдел тела лофофорат, однако в последнее время многие авторы склоняются к тому, что полость эпистома не может рассматриваться как целомическая и сам эпистом не является отделом тела Lophophorata.
Дробление щупальцевых радиальное. В результате эмбрионального развития формируются пелагические личинки, которые по прошествии метаморфоза становятся сидячими бентосными взрослыми животными.
- Плеченогое Lingula anatina[англ.]
- Колония мшанок
- Форониды
- Колония Pedicellina cernua (внутрипорошицевые)

### Нервная система
У форонид имеются примитивные подкожные сплетения диффузного типа, и только в переднем конце тела,  между ротовым и анальным отверстиями,  они уплотняются в примитивный «ганглий». В отличие от других щупальцевых, примитивность нервной системы форонид не является результатом дегенерации, а первична.
У мшанок в связи с сидячим образом жизни нервная система сильно упрощена: в переднем конце тела,  между ротовым и анальным отверстиями,  расположен «ганглий»,  от которого отходят нервы к щупальцам и всем органам мшанки; общей нервной системы у колонии нет. Органом чувств является лофофор.
У плеченогих нервная система упрощена в связи с сидячим образом жизни. Она состоит из окологлоточного нервного кольца, с отходящими от него в мантию и лофофор нервными стволами. На переднем краю мантии у некоторых видов имеются пигментированные участки, реагирующие на свет; также, краевые реснички мантии чувствительны к прикосновению. Любопытно, что личинки брахиопод имеют глазки и статоцисты, утрачиваемые в процессе развития при переходе к сидячему образу жизни.

## Классификация
Ранее группу щупальцевых относили к вторичноротым животным, либо рассматривали как группу, промежуточную между первично- и вторичноротыми. Сейчас они отнесены к кладе спиральных (то есть к первичноротым) вместе с кольчатыми червями и моллюсками. Среди представителей группы много ископаемых видов, например, известно более 10 тыс. видов вымерших плеченогих, хотя в настоящее время известно всего около 280 современных видов, входящих в эту группу. Кроме того, вымершие представители хедереллид, микроконхид, корнулитид и тентакулид, скорее всего, также относились к щупальцевым, о чём свидетельствуют палеонтологические находки. С 2017 года в состав группы включают хиолитов.
Относительно включения внутрипорошицевых в состав Lophophorata нет единого мнения. Для внутрипорошицевых, как и для остальных щупальцевых, также характерен лофофор, однако по ряду признаков они значительно отличаются от других представителей группы. Так, у внутрипорошицевых наблюдается спиральное (а не радиальное) дробление, отсутствие целома (в том числе в щупальцах нет полостей целома), анус располагается внутри лофофора. Кроме того, у них иначе функционирует лофофор: вода входит в нижней части венчика и выходит из верхней, в то время как у щупальцевых направление воды обратное.
Относительно поли- или монофилии Lophophorata также существуют различные точки зрения. Так, по данным филогенетических исследований 2006 и 2008 годов щупальцевые представляет собой полифилетическую группу. Тем не менее филогенетический анализ, проведённый в 2013 году, показал, что Lophophorata — монофилетический таксон и что форониды и мшанки являются сестринскими группами.